# Madonna met kind (Bellini, Galleria Borghese)
De Madonna met kind (Italiaans: Madonna col Bambino) is een schilderij van Giovanni Bellini dat hij rond 1500 vervaardigde. Het maakt ten minste vanaf 1833 deel uit van de collectie van de Galleria Borghese in Rome.

## Voorstelling
Op het schilderij is te zien hoe Maria Jezus op haar linkerknie vasthoudt achter een marmeren balustrade. Aan de voorkant hiervan is een cartouche bevestigd met een handtekening van de schilder (Joannes Bellinus / faciebat). Maria draagt een roze jurk met daaroverheen een blauwe mantel die is afgezet met een gouden rand. Deze prachtige kleding en de witte hoofddoek zijn versierd met gouden borduurwerk. Jezus is naakt op een gele lendendoek na. Geen van beiden kijkt de toeschouwer aan.
Achter moeder en kind hangt een groen gordijn dat half opzij geschoven is en zicht geeft op een landschap. Er zijn weinig details te onderscheiden. Een kronkelend pad met twee reizigers leidt het oog van de toeschouwer naar een fort en de blauwe bergen in de verte. Dichterbij staat een populier, in de klassieke tijd een symbool van de onderwereld. Net als de melancholieke gezichtsuitdrukking van Maria, kan de boom gezien worden als een verwijzing naar het lijden van Christus.
De toeschrijving aan Bellini was vroeger niet onomstreden. Sommige kenners zagen het als een werk van zijn atelier of een navolger. De kwaliteit van het werk, dat met minimale middelen toch een diep effect weet te bewerkstelligen, is een doorslaggevend argument voor Bellini als maker. Hij schilderde het aan het einde van zijn lange carrière. De werken uit deze periode kenmerken zich door de zachte oppervlakken, het harmonieuze kleurgebruik en natuurlijke helderheid van de voorgrond en het landschap. Andere voorbeelden hiervan die vaak met dit schilderij vergeleken worden zijn het altaarstuk van San Zaccaria, de madonna met kind uit de Pinacoteca di Brera en Madonna en kind met de heiligen Petrus en Markus. 

## Afbeeldingen

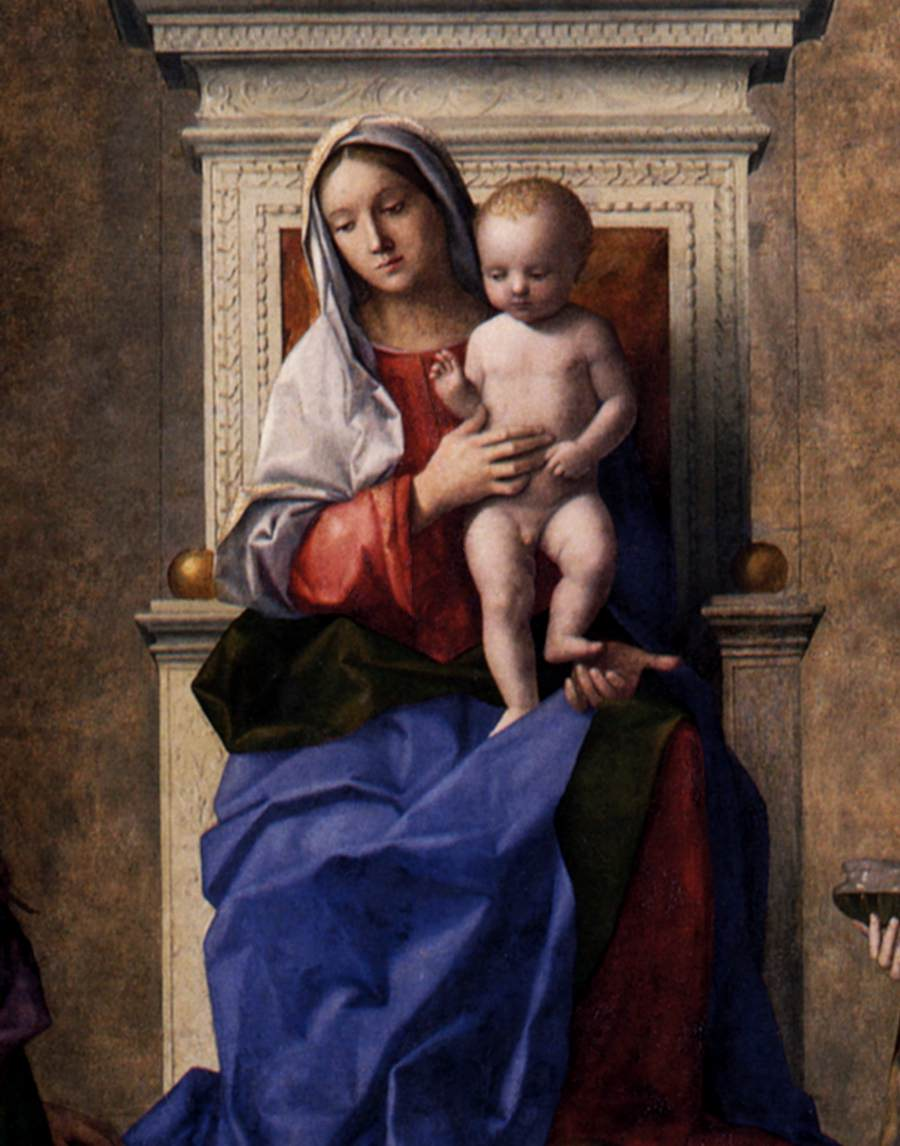
altaarstuk van San Zaccaria (detail)
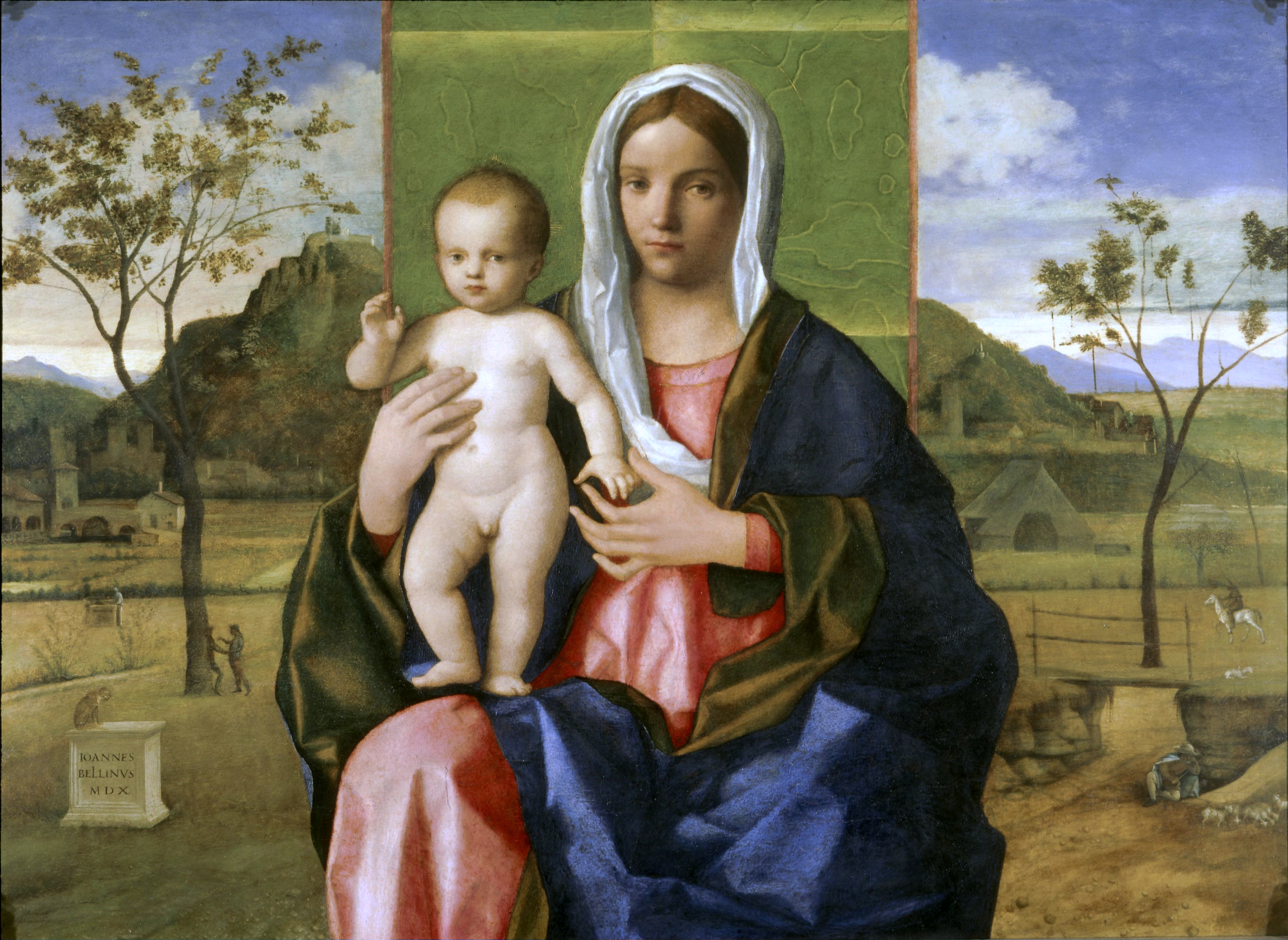
Madonna met Kind (Brera)
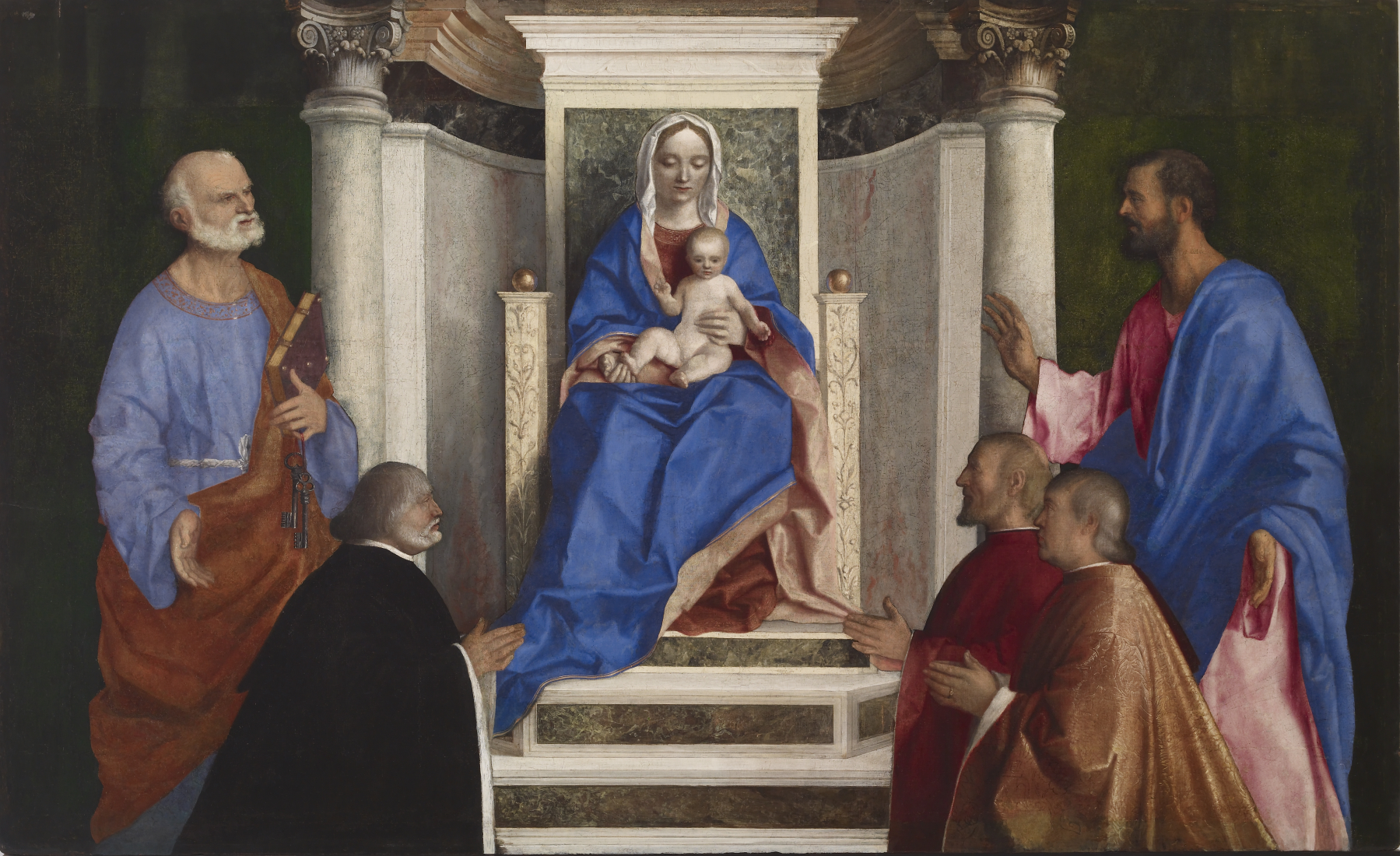
Madonna en kind met de heiligen Petrus en Markus